# Peyrefitte-du-Razès
Peyrefitte-du-Razès es una pequeña localidad  y comuna francesa, situada en el departamento del Aude en la región de Languedoc-Roussillon.
A sus habitantes se les conoce por el gentilicio Peyrefittois.

## Demografía
| 74 | 77 | 59 | 46 | 44 | 37 |
| Para los censos de 1962 a 1999 la población legal corresponde a la población sin duplicidades (Fuente: INSEE [Consultar]) |    |    |    |    |    |

(Población sans doubles comptes según la metodología del INSEE).